# Dubrava Pušćanska
 Dubrava Pušćanska  falu Horvátországban Zágráb megyében. Közigazgatásilag  Pušća községhez  tartozik.

## Fekvése
Zágrábtól 20 km-re északnyugatra, községközpontjától 2 km-re délre a Marijagoricai előhegység területén a Žerovnica-patak völgyétől délre emelkedő magaslaton, a pataknak a Pušća-patakba  folyása közelében fekszik.

## Története
1857-ben 108, 1910-ben 178 lakosa volt. Trianon előtt Zágráb vármegye Zágrábi járásához tartozott. 1900-ig Dubrava volt a hivatalos neve. 2011-ben 186 lakosa volt. Lakói mezőgazdasággal, szőlőtermesztéssel, állattenyésztéssel, kézművességgel foglalkoznak.

## Lakosság
| Lakosság változása | Lakosság változása | Lakosság változása | Lakosság változása | Lakosság változása | Lakosság változása | Lakosság változása | Lakosság változása | Lakosság változása | Lakosság változása | Lakosság változása | Lakosság változása | Lakosság változása | Lakosság változása | Lakosság változása | Lakosság változása |
| ------------------ | ------------------ | ------------------ | ------------------ | ------------------ | ------------------ | ------------------ | ------------------ | ------------------ | ------------------ | ------------------ | ------------------ | ------------------ | ------------------ | ------------------ | ------------------ |
| 1857               | 1869               | 1880               | 1890               | 1900               | 1910               | 1921               | 1931               | 1948               | 1953               | 1961               | 1971               | 1981               | 1991               | 2001               | 2011               |
| 108                | 109                | 105                | 131                | 159                | 178                | 195                | 216                | 202                | 191                | 188                | 164                | 114                | 147                | 167                | 186                |

## Nevezetességei
A falu melletti erdőben ered a Slanjak nevű ásványvízforrás.

## Külső hivatkozások
- Pušća község hivatalos oldala